# Castelvecchio Rasun
Castelvecchio Rasun o anche Castel Altrasen (in tedesco Burg Altrasen) è un castello medievale ormai in rovina che si trova vicino a Rasun di Sotto (Oberrasen) nel comune di Rasun Anterselva in Alto Adige.

## Storia
Il castello era la sede originaria dei signori di Rasun, attestati per la prima volta nel 1182 con „Gotscalchus de Rasine“, e la sua costruzione risale probabilmente al XII secolo, anche se i primi documenti scritti che lo riguardano sono del 1214.
I signori di Rasun, ministeriali dei principi vescovi di Bressanone, furono coinvolti negli scontri con i conti di Tirolo e verso il 1230 persero il castello. Ne costruirono un altro dall'altra parte della valle, Castelnuovo Rasun, ma nel frattempo il vecchio castello fu dato in feudo a un ramo minore della stessa famiglia. Questo provocò una faida tra i proprietari dei due manieri.
Nel 1259 il castello fu portato in dote a Mainardo II da sua moglie Elisabetta di Baviera. Rimase in possesso dei conti di Tirolo fino al 1322 quando fu venduto a Jakob von Sankt Michelsburg.
All'inizio del XVI secolo fu ristrutturato dai Welsperger ma cadde ben presto in rovina tanto che alla fine dello stesso secolo non era più abitabile, stato che non cambierà più fino ai giorni nostri.
Tra il 1990 e il 1994 le rovine del castello furono restaurate dalla provincia.

## Descrizione
Oggi le rovine del castello si trovano in un bosco raggiungibile con un sentiero dal paese di Rasun di Sotto. Rimangono solo parti delle mura del mastio e i resti dei piani più bassi del palazzo residenziale che sono anche quelli più imponenti.